# Maria Luisa Filangeri
Maria Luisa Filangeri (* 28. Januar 2000 in Partinico) ist eine italienische Fußballspielerin. Seit 2024 spielt sie für AC Florenz.

## Karriere

### Verein
Von der ASD Palermo kommend, wechselte Filangeri zur Saison 2015/16 zur ASD Femminile Nebrodi. Ab der Spielzeit 2017/18 stand sie bei Empoli unter Vertrag. Nach einer Saison ging es für sie dann bei Florentia San Gimignano weiter. Ab der Spielrunde 2019/20 war sie Teil der Mannschaft der US Sassuolo. Im Sommer 2024 wechselte sie zur AC Florenz.

### Nationalmannschaft
Mit der U17 nahm sie an der Europameisterschaft 2016 teil. Danach war sie bis zum folgenden Jahr noch in ein paar weiteren Qualifikationsspielen aktiv. Ab April 2018 war sie Teil der U19 und nahm mit dieser an der Europameisterschaft 2018 teil.
Ihr Debüt für die A-Nationalmannschaft gab sie am 14. Juni 2021 bei einem 3:2-Freundschaftsspielsieg über Österreich, als sie zur 79. Minute für Angelica Soffia eingewechselt wurde. Danach war sie auch in der Qualifikation für die Weltmeisterschaft 2023 aktiv und gehörte zum finalen Turnierkader bei der Europameisterschaft 2022, dort blieb sie aber ohne Einsatz. Nach ein paar weiteren Einsätzen war sie Anfang des Folgejahres beim Arnold Clark Cup 2023 dabei. Danach war sie auch in der Vorbereitung für die WM 2023 aktiv, gehörte am Ende jedoch nicht zum finalen Kader.

## Erfolge
- Team des Jahres der Serie A: 2022